# Martin Csaba
Martin Csaba (Debrecen, 1976. augusztus 21.)  magyar filmrendező, filmproducer, forgatókönyvíró és színész.

## Életpályája
2000-ben szerzett diplomát a Debreceni Tanítóképző Főiskolán, majd 2001–2004 között Pitman nyelvvizsgabiztosként dolgozott és angol nyelvoktató könyveket írt.
2002-ben készítette első félamatőr filmjét Mesterséges magány címmel, ami sosem került bemutatásra. 2007-ben készítette az Indigóember című filmet, amit bemutattak a 39. Magyar Filmszemlén, és 2008-ban a  Dotkom Média forgalmazásában DVD-n is megjelent. 
2009 tavaszán rendezte első angol nyelvű filmjét Brooklyn címmel, majd még abban az évben ősszel forgatta a Dobogó köveket, ami alacsony költségvetése ellenére 2010-ben országosan mozis forgalmazást kapott. 2011-ben indította el a Johnny Gold – a magyar celeb című websorozatot, ami Magyarországon egyedülállóan kimagasló nézettségi mutatókat hozott a műfajban.[forrás?]
Filmjeit többnyire maga írja, rendezi, vágja, a gyártásvezetői és produceri munkákat is végzi, gyakran színészként is feltűnik. 2009-ben megalapította a Drastique nevű céget, amin belül a Drastique Pictures filmgyártással, a Drastique Records zenei produkciókkal, a Drastique Games pedig iPhone-ra fejlesztett játékokkal foglalkozik.

## Rendezései

### Filmek
- Bonus Trip (2024)
- Tékasztorik 2. (2020)
- Tékasztorik (2017)
- Dobogó kövek (2010)
- Brooklyn (2009)
- Indigóember (2007)

### Sorozatok
- Johnny Gold – a magyar celeb (2011) websorozat

## Nyelvoktató könyvei
- Yes, it isn't (2006)
- Bloody tests (2005)
- Romeo and Jane (2005)
- 2B or not 2B - Ami az angolórákról kimaradt (2004)
- 2B or not 2B - Gyakorló feladatok (2004)

## Regények
- Évekig gyakoroltam, hogy vízálló lehessek (2006) (Hicskó Alfréd álnéven)[5]